# Top 100 Jaaroverzicht 2023 (Nederlandse Top 40)
Dit is een lijst van het top 100 jaaroverzicht van 2023 van de Nederlandse Top 40.
|     | Artiest                                                  | Nummer                                | Aantal Punten |
| --- | -------------------------------------------------------- | ------------------------------------- | ------------- |
| 1   | Miley Cyrus                                              | Flowers                               | 908           |
| 2   | Post Malone                                              | Chemical                              | 801           |
| 3   | Nothing but Thieves                                      | Overcome                              | 770           |
| 4   | Calvin Harris, Ellie Goulding                            | Miracle                               | 760           |
| 5   | Maan, Goldband                                           | Stiekem                               | 734           |
| 6   | Tiësto                                                   | Lay Low                               | 732           |
| 7   | Libianca, Cian Ducrot                                    | People                                | 731           |
| 8   | Loreen                                                   | Tattoo                                | 727           |
| 9   | Anne-Marie, Shania Twain                                 | Unhealthy                             | 714           |
| 10  | Marco Schuitmaker                                        | Engelbewaarder                        | 690           |
| 11  | P!nk                                                     | Trustfall                             | 680           |
| 12  | Kris Kross Amsterdam, Sofía Reyes, Tinie Tempah          | How You Samba                         | 672           |
| 13  | Dua Lipa                                                 | Dance the Night                       | 659           |
| 14  | Claude                                                   | Ladada (Mon dernier mot)              | 647           |
| 15  | Metejoor, Hannah Mae                                     | Wat wil je van mij                    | 647           |
| 16  | Cassö, Raye, D-Block Europe                              | Prada                                 | 647           |
| 17  | Metro Boomin, The Weeknd, 21 Savage                      | Creepin'                              | 644           |
| 18  | Lost Frequencies, Elley Duhé, X Ambassadors              | Back to You                           | 635           |
| 19  | Teddy Swims                                              | Lose Control                          | 607           |
| 20  | Calvin Harris, Sam Smith                                 | Desire                                | 598           |
| 21  | Felix Jaehn, Ray Dalton                                  | Call It Love                          | 592           |
| 22  | Nathan Dawe, Joel Corry, Ella Henderson                  | 0800 Heaven                           | 588           |
| 23  | Tate McRae                                               | Greedy                                | 579           |
| 24  | Peggy Gou                                                | (It Goes Like) Nanana                 | 550           |
| 25  | OneRepublic                                              | Runaway                               | 542           |
| 26  | Ed Sheeran                                               | Eyes Closed                           | 535           |
| 27  | Flemming                                                 | Paracetamollen                        | 531           |
| 28  | Kenya Grace                                              | Strangers                             | 518           |
| 29  | Lost Frequencies                                         | The Feeling                           | 518           |
| 30  | David Guetta, Anne-Marie, Coi Leray                      | Baby Don't Hurt Me                    | 514           |
| 31  | Cian Ducrot                                              | I'll Be Waiting                       | 510           |
| 32  | Purple Disco Machine, Kungs, Julian Perretta             | Substitution                          | 509           |
| 33  | Marshmello, Farruko                                      | Esta Vida                             | 505           |
| 34  | Alok, Ava Max                                            | Car Keys (Ayla)                       | 491           |
| 35  | Suzan & Freek                                            | Slapeloosheid                         | 490           |
| 36  | Niall Horan                                              | Heaven                                | 477           |
| 37  | Rondé                                                    | Break My Heart                        | 474           |
| 38  | Suzan & Freek, Claude                                    | Vas-y (ga maar)                       | 463           |
| 39  | Sera                                                     | Head Held High                        | 459           |
| 40  | Taylor Swift                                             | Anti-Hero                             | 431           |
| 41  | David Kushner                                            | Daylight                              | 427           |
| 42  | Jax Jones, Calum Scott                                   | Whistle                               | 412           |
| 43  | Becky G, Omega                                           | Arranca                               | 405           |
| 44  | Douwe Bob                                                | This World Is Our Home                | 398           |
| 45  | Zoë Tauran                                               | Therapie                              | 391           |
| 46  | Claude                                                   | Layla                                 | 385           |
| 47  | Taylor Swift                                             | Cruel Summer                          | 382           |
| 48  | Dimitri Vegas & Like Mike, David Guetta, Afro Bros, Akon | She Knows                             | 381           |
| 49  | Måneskin                                                 | The Loneliest                         | 375           |
| 50  | Bebe Rexha, David Guetta                                 | One in a Million                      | 365           |
| 51  | Ed Sheeran                                               | Celestial                             | 364           |
| 52  | R3HAB, Inna, Sash!                                       | Rock My Body                          | 361           |
| 53  | Kris Kross Amsterdam, Sera, Conor Maynard                | Stay (Never Leave)                    | 354           |
| 54  | David Guetta, Bebe Rexha                                 | I'm Good (Blue)                       | 338           |
| 55  | Davina Michelle                                          | Heartbeat                             | 331           |
| 56  | Son Mieux                                                | Tonight                               | 308           |
| 57  | Racoon                                                   | Nickel for Goodbye                    | 302           |
| 58  | Lewis Capaldi                                            | Wish You The Best                     | 285           |
| 59  | Acda en De Munnik                                        | Morgen wordt fantastisch              | 275           |
| 60  | Olivia Rodrigo                                           | Vampire                               | 274           |
| 61  | Tiësto, Tate McRae                                       | 10:35                                 | 266           |
| 62  | Tiësto                                                   | Drifting                              | 266           |
| 63  | Alok, The Chainsmokers, Mae Stephens                     | Jungle                                | 262           |
| 64  | Rondé                                                    | Bright Eyes                           | 253           |
| 65  | Ofenbach, Norma Jean Martine                             | Overdrive                             | 246           |
| 66  | Raye, 070 Shake                                          | Escapism                              | 245           |
| 67  | Stephen Sanchez, Em Beihold                              | Until I Found You                     | 239           |
| 68  | Doja Cat                                                 | Paint the Town Red                    | 238           |
| 69  | Dua Lipa                                                 | Houdini                               | 225           |
| 70  | Lil Nas X                                                | Star Walkin'                          | 219           |
| 71  | Luke Combs                                               | Fast Car                              | 218           |
| 72  | Joel Corry, Tom Grennan                                  | Lionheart (Fearless)                  | 217           |
| 73  | Sam Smith, Kim Petras                                    | Unholy                                | 211           |
| 74  | Noah Kahan                                               | Stick Season                          | 208           |
| 75  | Donnie, Chantal Janzen                                   | Schultenbräu                          | 203           |
| 76  | Íñigo Quintero                                           | Si No Estás                           | 196           |
| 77  | Lewis Capaldi                                            | Pointless                             | 195           |
| 78  | Kylie Minogue                                            | Padam Padam                           | 191           |
| 79  | Chef'Special                                             | Miracles                              | 185           |
| 80  | Billie Eilish                                            | What Was I Made For?                  | 184           |
| 81  | Dean Lewis                                               | How Do I Say Goodbye                  | 175           |
| 82  | P!nk                                                     | Never Gonna Not Dance Again           | 175           |
| 83  | The Weeknd, Ariana Grande                                | Die For You                           | 174           |
| 84  | Marshmello, P!nk, Sting                                  | Dreaming                              | 174           |
| 85  | Roxy Dekker                                              | Satisfyer                             | 171           |
| 86  | DI-RECT                                                  | OMG It's Happening                    | 165           |
| 87  | Flemming                                                 | Verleden tijd                         | 155           |
| 88  | Bennett                                                  | Vois Sur Ton Chemin (Techno Remix)    | 153           |
| 89  | Eelke Kleijn, Joris Voorn                                | Transmission (Joris Voorn Remix)      | 148           |
| 90  | Mia Nicolai, Dion Cooper                                 | Burning Daylight                      | 147           |
| 91  | David Guetta, Kim Petras                                 | When We Were Young (The Logical Song) | 146           |
| 92  | Loreen                                                   | Is It Love                            | 142           |
| 93  | Suzan & Freek                                            | Nooit meer regen                      | 142           |
| 94  | Miley Cyrus                                              | Used to Be Young                      | 133           |
| 95  | Tino Martin, Mart Hoogkamer                              | Hartslag van de stad                  | 133           |
| 96  | DI-RECT                                                  | How My Heart Was Won                  | 132           |
| 97  | Kevin, S10                                               | De leven                              | 129           |
| 98  | Niklas Dee, Old Jim, Enny-Mae                            | Not Fair                              | 125           |
| 99  | Boef, Lil' Kleine                                        | Herinnering                           | 124           |
| 100 | Flemming, Boef                                           | Champions League                      | 123           |